# 腐敗防止法
腐敗防止法（ふはいぼうしほう）は、大韓民国の法律。2001年に制定された。「腐敗の発生を予防すると同時に、腐敗行為を効率的に規制することで、清廉な公職、及びに社会風土の確立に貢献する」ことを目的としている。同法に基づいて、2002年1月25日に韓国腐敗防止委員会（後の国家清廉委員会）が発足した。2008年2月29日「腐敗防止及び国民権益委員会の設置と運営に関する法律」の施行に伴い廃止された。